# SV EK Veilsdorf

Aktuelles Logo

BSG-Logo

Der SV Elektro-Keramik Veilsdorf ist ein Mehrspartensportverein in der südthüringischen Gemeinde Veilsdorf.
Der 1990 als Nachfolger der Betriebssportgemeinschaft Motor Veilsdorf gegründete Verein bietet Sportarten wie Fußball, Leichtathletik, Tischtennis, Faustball und Kegeln an. Dazu steht das Stadion Weihbachgrund zur Verfügung, das mit 5000 Zuschauerplätzen (1500 Sitzplätze), einem Rasenplatz und einer Laufbahn ausgestattet ist.

## Entwicklung des Fußballsports
Nach dem Zweiten Weltkrieg wurde unter der Trägerschaft der Veilsdorfer Porzellanfabrik die Betriebssportgemeinschaft (BSG) Chemie Veilsdorf gegründet. Deren 1. Fußballmannschaft stieg 1954 in die zu dieser Zeit drittklassige Fußball-Bezirksliga Suhl auf. Ab 1956 trat die BSG unter dem Namen „Motor“ auf. 1962 konnten die Fußballspieler erneut einen Aufstieg feiern, denn mit dem Gewinn der Bezirksmeisterschaft hatten sie sich für die nun drittklassige II. DDR-Liga qualifiziert. Da nach Ablauf der Saison 1962/63 die II. DDR-Liga aufgelöst wurde, spielten die Veilsdorfer anschließend wieder in der Bezirksliga, die nun wieder 3. Spielklasse im DDR-Fußball war. 1964/65 erreichte Motor Veilsdorf in der Staffel 1 der Bezirksliga den ersten Platz, unterlag im Endspiel um die Bezirksmeisterschaft jedoch der ASG Vorwärts Meiningen mit 0:6.
Danach belegte Veilsdorf über Jahre Plätze im Mittelfeld der Bezirksliga, ehe 1975 erneut die Bezirksmeisterschaft gewonnen werden konnte. Damit war Motor Veilsdorf direkt für die zweitklassige DDR-Liga qualifiziert. Ohne Spieler mit höherklassigen Erfahrungen tat sich die Mannschaft jedoch schwer, mit nur fünf Siegen in 22 Punktspielen und einem Torverhältnis von 16:28 wurde 1975/76 als Vorletzter knapp die Klasse gehalten, allerdings nur deswegen, weil die zweiten Mannschaften von Oberligamannschaften in der nächsten Saison nicht mehr in der DDR-Liga spielberechtigt waren. Die „Zweiten“ von Jena, Karl-Marx-Stadt und Zwickau stiegen deshalb ab bzw. wurden in die neu geschaffene Nachwuchsoberliga eingegliedert. In der Saison 1976/77 konnte Veilsdorf bei nur zwei Siegen den Abstieg nicht verhindern.
Bis zum Ende des DDR-Fußballbetriebes 1990 war Veilsdorf, ab 1988 als BSG Elektro-Keramik, Dauergast in der Bezirksliga Suhl. Nach Einführung des DFB-Systems in Ostdeutschland und Gründung des SV Elektro-Keramik war Veilsdorf bis 2001 in der Landesliga Thüringen vertreten, danach folgte der Abstieg in die Landesklasse Thüringen, seit 2008 die siebthöchste im DFB-Spielbetrieb. Bis zur Saison 2013/14 spielte der Verein durchgehend in den Staffeln West bzw. Süd der Landesklasse, dann erfolgte der Abstieg in die Kreisoberliga Erfurt-Sömmerda, in der Veilsdorf aktuell (Stand: Saison 2015/16) spielt.
Ligenübersicht:
- bis 1954 Bezirksklasse Suhl
- 1954–1962 Bezirksliga Suhl
- 1962/63 II. DDR-Liga
- 1963–1975 Bezirksliga Suhl
- 1975–1977 DDR-Liga
- 1977–1990 Bezirksliga Suhl
- 1990–2001 Landesliga Thüringen
- 2001–2014 Landesklasse Thüringen
- seit 2014 Kreisoberliga Südthüringen